# Palais Podewils

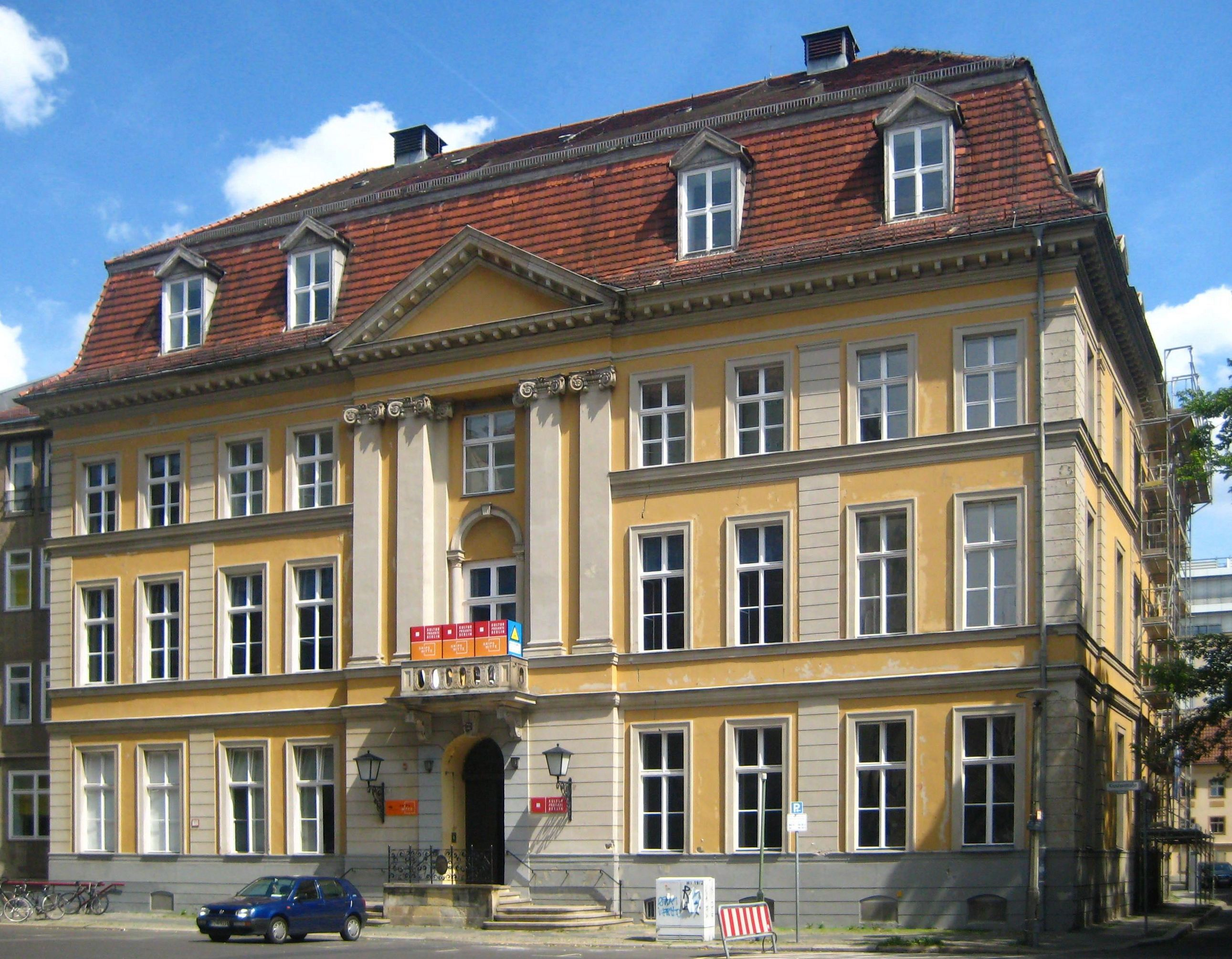
Palais Podewils

Das Palais Podewils ist ein zum Anfang des 18. Jahrhunderts errichtetes barockes Adelspalais im Berliner Klosterviertel, das als Museum und Kulturstätte diente bzw. dient. Nach Totalzerstörung zum Ende des Zweiten Weltkriegs und folgendem Wiederaufbau hieß es von 1959 bis 1991 Haus der jungen Talente (HdjT). Seit 1992 trägt es den Namen seines bekanntesten Bewohners und steht unter Denkmalschutz.

## Lage
Das Haus befindet sich im Berliner Bezirk Mitte, Ortsteil Mitte in der Klosterstraße 68/70 neben der historischen Parochialkirche.

## Geschichte

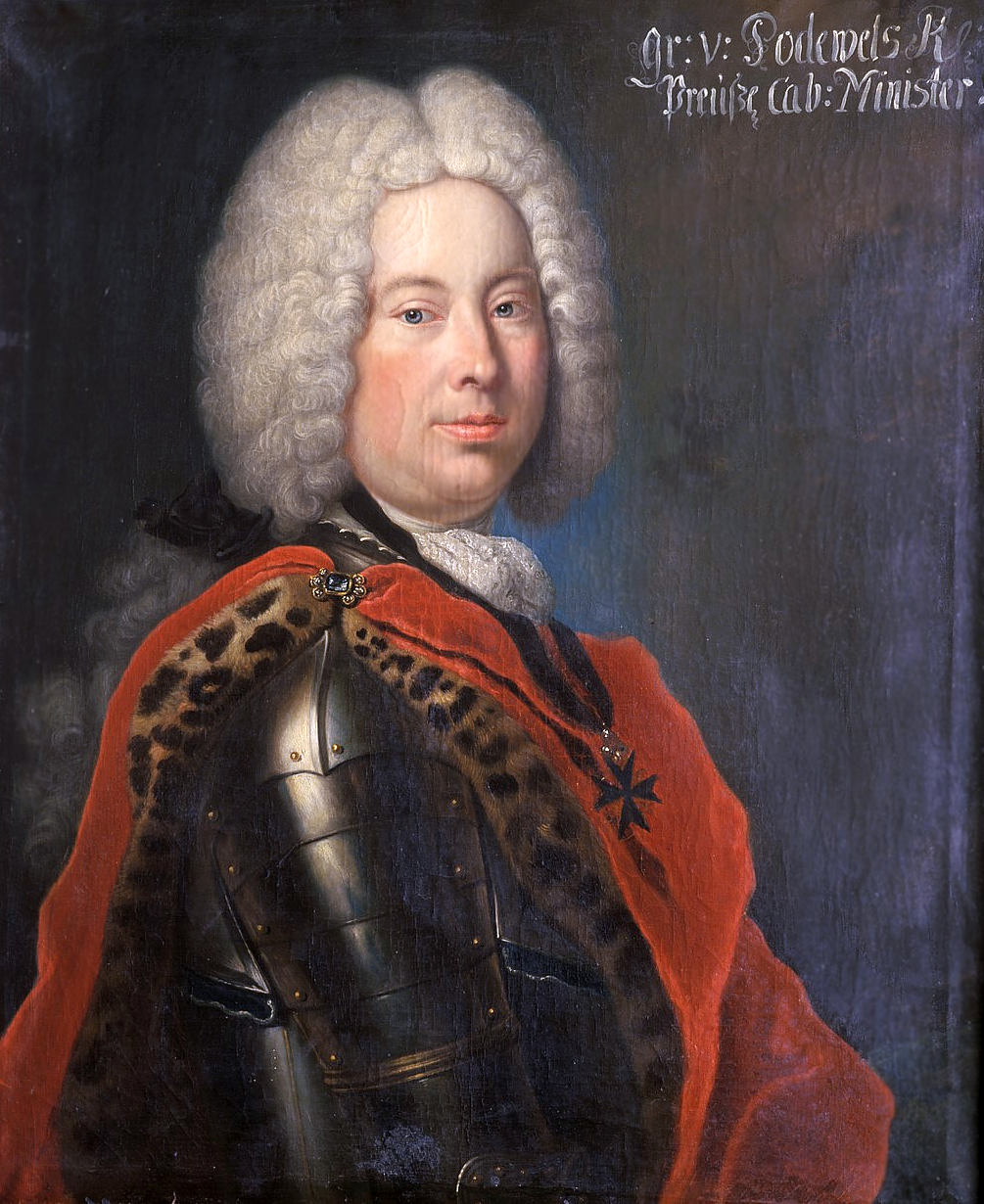
Heinrich Graf von Podewils (1696–1760), Außenminister Friedrichs des Großen

Das Barockpalais entstand in den Jahren 1701–1704 nach Plänen Jean de Bodts für den Hofrat Rademacher auf Resten eines früheren Wohnhauses aus der zweiten Hälfte  des 16. Jahrhunderts. Es ist dreigeschossig, wobei die mittlere Fensterachse, die von je zwei Pilastern flankiert wird, zusätzlich einen Balkon aufweist. 1732 kam das Gebäude in den Besitz von Heinrich Graf von Podewils, Staatsminister für Auswärtiges im Kabinett des Soldatenkönigs und Minister unter Friedrich dem Großen. Dieser ließ das Innere durch Wandgemälde und Stuckdecken aufwerten. Im Jahr 1874 kaufte der Berliner Magistrat das Palais und richtete ein Jahr später das gerade gegründete Märkische Provinzialmuseum im ersten Geschoss ein, die darüberliegenden Etagen dienten als Dienststellen des Magistrats. Bei Renovierungsarbeiten zwischen 1881 und 1896 wurde zusätzlich ein Anbau errichtet. Ab 1920 nutzten einige Abteilungen des Bezirksamtes des neugebildeten Bezirks „Mitte“ das Haus; ab 1937 diente es dem Bezirksbürgermeister als Amtssitz.

## Zerstörung und Wiederaufbau

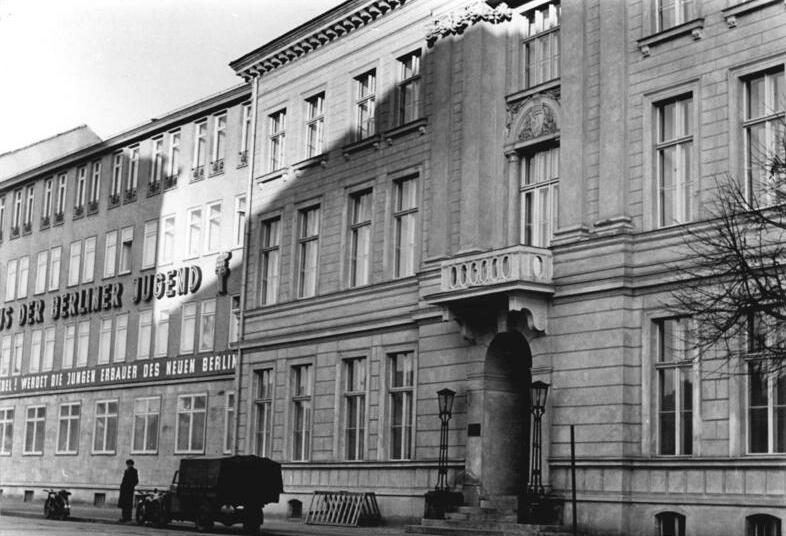
Haus der Jugend, 1952
Foto: Gielow

In den letzten Kriegsmonaten wurde das Gebäude bis auf die Grundmauern zerstört. Der Ost-Berliner Magistrat ließ es 1952–1954 wieder aufbauen, die Fassade weitgehend originalgetreu in der barocken Fassung, das Dach  als einfaches Satteldach. Die Materialien der Rekonstruktion sind jedoch nicht zeitgenössisch, so wurde für die Gebäudedecken Stahlbeton verwendet und die Innenräume für die Nutzung zu DDR-Zeiten neu angeordnet. Das Palais hieß nach seinem Wiederaufbau ab 1954 Zentrales Klubhaus der Berliner Jugend und von 1959 bis 1991 Haus der jungen Talente (HdjT).
Im Februar 1966 brach nach einer Veranstaltung ein Brand aus, der Festsäle und Dachstuhl erneut stark schädigte, bei der abermaligen Rekonstruktion wurde das historische Doppelwalmdach der Vorkriegsvariante wiederhergestellt.
Das Haus enthielt einen großen Saal für Konzerte und weitere Veranstaltungen sowie Räume für etwa 40 Gruppen der Fächer Kabarett, Tanz, Pantomime, Fotografie und Malen/Zeichnen. Im Haus befand sich die Galerie Junge Künstler.
Ab Anfang der 1970er Jahre war es auch ein Zentrum für Lied, Folk und Weltmusik. Hier waren Singeclubs, wie der Oktoberklub, der Omnibus-Chor, das Berliner Singezentrum, das Februarkollektief und der Kellerklub OKK ansässig, fanden Festivals des politischen Liedes, Folklorefestivals und zahlreiche Premieren von Liedtheatern, Liedermachern und Rockbands statt. Funkamateure betrieben im Dachgeschoss ihre Klubstation (Rufzeichen: Y46ZO). Ab den 1980er Jahren gründete sich im HdjT einer der ersten Computerklubs der DDR.

## Nach der Wiedervereinigung

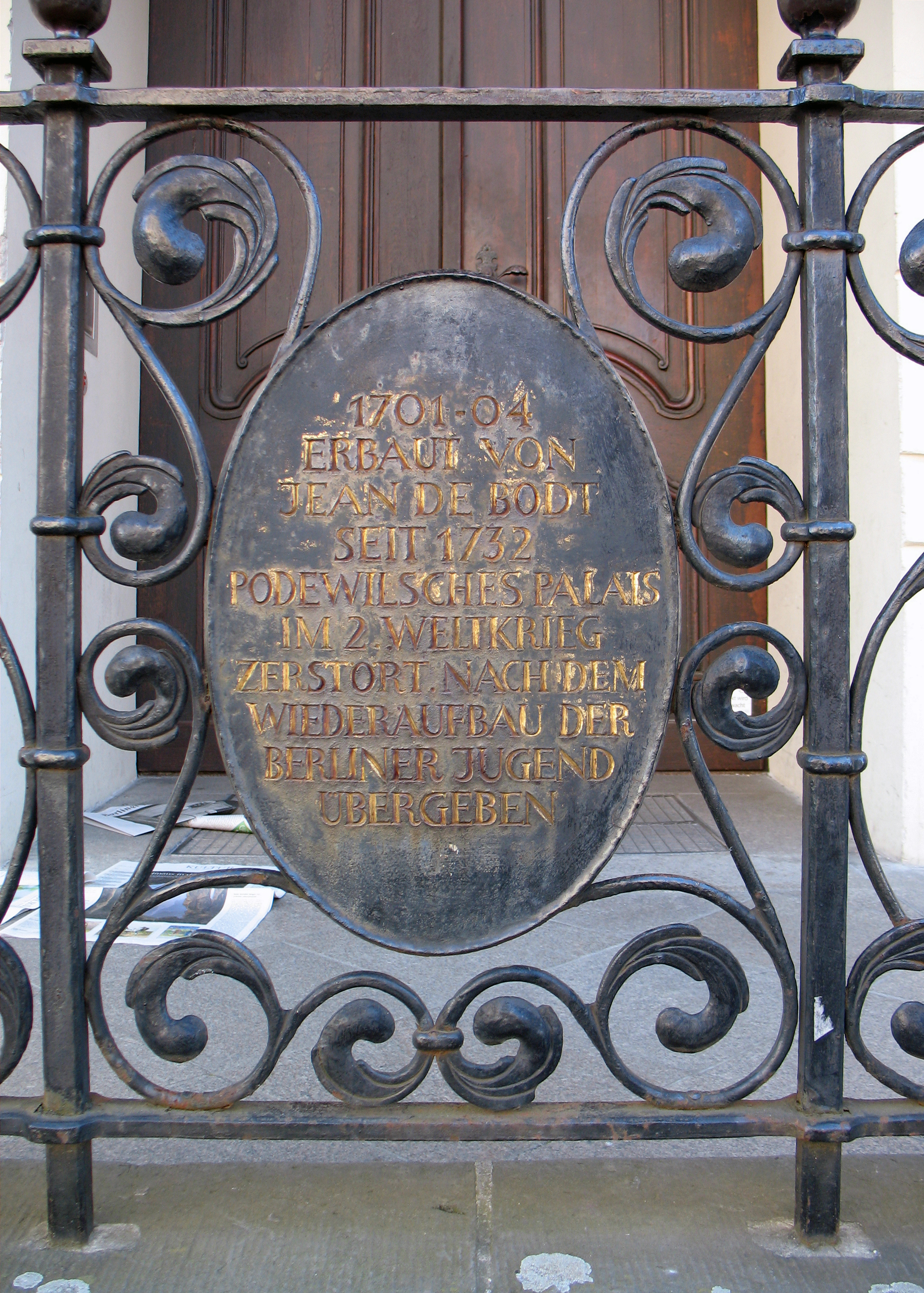
Gedenktafel, geschmiedet mit eingeschlagenen und vergoldeten Buchstaben am Haus, Klosterstraße 68, in Berlin-Mitte

In Folge der Abwicklung des Hauses der jungen Talente durch den Berliner Senat verloren viele Arbeitsgemeinschaften und Jugendzirkel ihre Heimstätten. Das von Seiten des Hauses vorgestellte Konzept zur Errichtung eines Europäischen Jugendkulturhauses wurde von der Senatskulturverwaltung nicht berücksichtigt. 
Das Gebäude wurde erneut umfangreich renoviert und ein Jahr später als „Podewil“ wiedereröffnet. Die Berliner Kulturveranstaltungs-GmbH nutzte es als Veranstaltungsort und Arbeits- und Produktionshaus für Künstlerinnen und Künstler. Von 2005 bis 2007 wurde das Haus vom TESLA-berlin e. V. betrieben. Mit dem Umzug der Staatsoper Unter den Linden in das Schillertheater für die Dauer ihrer Renovierung nutzte das Grips-Theater das Palais Podewils ab 25. Februar 2009 als zweite Spielstätte, da sein bisheriger Standort in der Werkstatt des Schillertheaters geschlossen wurde. Im Jahr 2006 fusionierte der ebenfalls im Palais ansässige Museumspädagogische Dienst mit der Berliner Kulturveranstaltungs-GmbH zur landeseigenen Kulturprojekte Berlin GmbH, die seitdem ihren Sitz im Palais Podewils hat. Die Kulturprojekte Berlin GmbH entwickelt und realisiert stadtweite kulturelle Großprojekte, wie beispielsweise die Lange Nacht der Museen, die Berlin Art Week, das Themenjahr „Zerstörte Vielfalt“ und die Jubiläen zum 20. und 25. Jahrestag des Mauerfalls mit der Dominoaktion  und der Lichtgrenze. Außerdem ist die GmbH in den Bereichen Kulturelle Bildung sowie bei der Vernetzung und Beratung von Kulturschaffenden tätig. Das Palais steht unter Denkmalschutz.

## Architektur
Das Palais ist ein dreigeschossiger Putzbau in neun Achsen. Genutete Lisenen und ein einachsiger Mittelrisalit betonen zusammen mit einem Rundbogenportal und einem darüber angeordneten offenen Balkon die Hauptfassade. Bis in das zweite Geschoss schmücken ionische Doppelpilaster das Zentrum des Bauwerks, welches mit einem dreieckigen Ziergiebel abschließt. Zum Eingang führt eine doppelläufige Freitreppe, an deren Ziergitter-Balustrade eine kunstvoll gestaltete Gedenktafel mit der folgenden Inschrift an das Schicksal erinnert:
1701–04 ERBAUT VON JEAN DE BODT, SEIT 1732 PODEWILSCHES PALAIS.
IM 2. WELTKRIEG ZERSTÖRT.
NACH DEM WIEDERAUFBAU DER BERLINER JUGEND ÜBERGEBEN.

## Nutzung
Die Vielzahl der Veranstaltungen im HdJT / Podewil ist kaum zu rekonstruieren. Eine Übersicht zu mehr als 40 aufgetretenen Künstlern und Bands (ohne genaue Termine) zeigt die HdJT-Webseite. Mehr als 30 einzelne Rock-Konzerte seit 1975 werden bei RockinBerlin  mit verlinkten Hintergrundinfos dargestellt.